# Bartläufer
Die Bartläufer oder auch Bartkäfer (Leistus – wohl von gr. ληίστης "Räuber") sind eine Gattung der Käfer aus der Familie der Laufkäfer (Carabidae) innerhalb der Unterfamilie Nebriinae. Sie kommt in Europa mit 59 Arten und Unterarten vor, 9 sind auch in Mitteleuropa heimisch. Die Gattung ist holarktisch verbreitet.

## Merkmale
Die Käfer sind durch seitlich flach verbreiterte Mandibeln und breite, außen lang stachlige Maxillen charakterisiert. Ihr Halsschild ist herzförmig.
Die Larven sind meist blass gefärbt und haben dunkle Schilder, die einen metallenen Schimmer aufweisen können. Sie besitzen einen großen und rundlichen, gestielten Kopf mit langen, nach vorne ragenden Mandibeln. Ihre langen Beine sind lang bewimpert, die Cerci sind mit Borsten versehen. Sie ähneln in ihrem Aussehen den Larven von Schwimmkäfern (Dytiscidae).

## Vorkommen und Lebensweise
Die Tiere ernähren sich vor allem von Springschwänzen (Collembola), die wahrscheinlich mit den langen Borsten unter dem Kopf gefangen werden.

## Arten (Auswahl)
Die Gattung umfasst 189 Arten (Stand: 2005). Sie ist holarktisch verbreitet, mit Schwerpunkt in der Paläarktis (alle bis auf 3 Arten). Neben wenigen in Wäldern lebenden und einigen in Kulturland oder steppenlebenden Arten liegt das Verbreitungszentrum der Gattung in den Hochgebirgen.
- Blauer Bartläufer (Leistus spinibarbis)
- Pechbrauner Bartläufer (Leistus montanus)
- Rotrandiger Bartläufer (Leistus rufomarginatus)
- Leistus apfelbecki
- Grünglänzender Bartläufer (Leistus nitidus)
- Schwarzköpfiger Bartläufer (Leistus terminatus)
- Gewöhnlicher Bartläufer (Leistus ferrugineus) (Typusart der Gattung)
- Schlanker Bartläufer (Leistus piceus)

Leistus gehört mit einigen verwandten Gattungen, insbesondere Archastes und Nebria, in die Tribus Nebriini. Diese wird von einigen Systematikern der Unterfamilie Carabinae zugeordnet, während viele andere eine, nach der Morphologie, insbesondere des Thorax, wohl nahe verwandte eigenständige Unterfamilie Nebriinae anerkennen.